# La stoccata vincente
La stoccata vincente è un film per la televisione italiano del 2023 diretto da Nicola Campiotti e liberamente ispirato all'omonimo libro autobiografico del campione mondiale di scherma Paolo Pizzo, scritto insieme al giornalista Maurizio Nicita.
Il film è stato trasmesso in prima visione e in prima serata su Rai 1 il 24 settembre 2023.

## Trama
Il giovane Paolo, a Catania, ha da poco iniziato a praticare la spada, sempre supportato dal padre, quando scopre a 14 anni di avere un tumore al cervello.
Anni dopo entra nel Centro Sportivo Aeronautica Militare, dove inizia un rapporto problematico con il maestro Oleg Pouzanov. Dopo le Universiadi entra nel giro della nazionale, ma ha un grave incidente al ginocchio. Intanto conosce una pentatleta, Lavinia, e si innamorano. Decide di operarsi e arriverà ai mondiali di scherma, che vincerà nella sua Catania.

## Produzione
Il progetto — che vuole sottolineare la forza e l'importanza sociale dello sport — è stato realizzato principalmente a Catania, Aci Castello, Aci Trezza e soprattutto l'Etna, con i suoi Crateri Silvestri a 2.000 metri; diverse scene sono state girate anche Roma, Genzano di Roma, Guidonia Montecelio e le sponde del Lago di Bracciano, tra Vigna di Valle e Anguillara Sabazia.
Particolare cura e attenzione è stata data anche agli elementi tecnici e sportivi, con il coinvolgimento di maestri di scherma, atleti e ufficiali di gara professionisti, partendo dallo stesso Paolo Pizzo che ha fornito il proprio contributo attivo per le riprese relative alle scene di scherma e alla preparazione degli attori protagonisti, oltre alla partecipazione dell'ex schermidore Stefano Pantano, che nel film ripercorre la sua stessa telecronaca della finale del 2011.